# Болотов, Альберт Васильевич
Альберт Васильевич Болотов (15.09.1934, Алма-Ата — 24.01.2021, там же) — советский и казахстанский учёный и изобретатель, первый ректор Алма-Атинского энергетического института (1975—1985)

## Биография
Окончил Казахский сельскохозяйственный институт, инженер-электрик (1957).
Дежурный инженер Озерной ГЭС-1 Алма-Атаэнерго (1957—1959), младший научный сотрудник Алтайского горно-металлургического НИИ (Усть-Каменогорск) (1959—1960).
В 1960—1975 гг. старший инженер, главный инженер Проблемной лаборатории, заведующий лабораторией «Плазменные процессы» (старший научный сотрудник) Казахского политехнического института.
В 1964 г. защитил кандидатскую диссертацию, в 1965 г. утверждён в звании старшего научного сотрудника по специальности «Электрофизика» (новой для Казахстана).
В 1971 г. избран на должность заведующего кафедрой «Электроснабжение промышленных предприятий» и заведующего лабораторией «Плазменные процессы», с 1973 г. декан энергетического факультета.
Первый ректор Алма-Атинского энергетического института (1975—1985), заведующий кафедрой (1985—1991). Вице-президент инженерной академии РК (1991—1996).
С 2004 года профессор кафедры «Электроснабжение и возобновляемые источники энергии» (ЭВИЭ) Алматинского университета энергетики и связи (АУЭС).
Автор более 300 научных публикаций, получил 106 авторских свидетельств на изобретения.
Доктор технических наук (17.12.1970), профессор (21.12.1971).
Умер 24 января 2021 года. Его сын Сергей Болотов является президент компании ENECSYS LTD (Канада) и занимается Вертикальными ветряными турбинами, вклад в развитие которых внёс Альберт Болотов.
31 января 2025 года в АУЭС открыт лекционный зал имени Альберта Болотова.

## Сочинения
- Электродуговые промышленные установки [Текст]. — Алма-Ата : б. и., 1978. — 182 с. : ил.; 20 см.
- Электротермические промышленные установки [Текст] : Учеб. пособие. — Алма-Ата : КазПТИ, 1978. — 84 с. : ил.; 20 см.
- Дуговые процессы и устройства для обработки материалов [Текст] : (Учеб. пособие). — Алма-Ата : КазПТИ, 1979. — 60 с. : ил.; 20 см.
- Технология электроплавленых огнеупоров / А. В. Болотов, Б. Ф. Норкин. — Алма-Ата : Наука, 1981. — 125 с. : ил.; 20 см.
- Электротехнологические установки / А. В. Болотов, Г. А. Шепель. — Алма-Ата : Мектеп, 1983. — 271 с. : ил.; 20 см.
- Электротехнологические установки : [Учеб. для вузов по спец. «Электроснабжение пром. предприятий»] / А. В. Болотов, Г. А. Шепель. — М. : Высш. шк., 1988. — 335,[1] с. : ил.; 22 см; ISBN 5-06-001270-0
- Электромагнитные переходные процессы в электрических системах : [Учеб. пособие] / Каз. политехн. ин-т им. В. И. Ленина, Алма-Ат. энерг. ин-т; [А. В. Болотов и др.]. — Алма-Ата : КазПТИ, 1990. — 81 с. : ил.; 20 см.

## Награды
- Почётная грамота Верховного Совета Казахской ССР
- медаль «За доблестный труд»
- медаль «Ветеран труда»
- медаль «10 лет независимости Республики Казахстан»
- орден Трудового Красного Знамени
- орден «За мужество и любовь к Отечеству»
- благодарность Президента Республики Казахстан в связи с десятилетием независимости
- золотая, серебряная и бронзовая медали ВДНХ СССР.